# Nate Reuvers
Nathan Reuvers, detto Nate (Lakeville, 30 settembre 1998), è un cestista statunitense naturalizzato ungherese.

## Palmarès
- Campionato croato: 1

Cibona Zagabria: 2021-22
- Coppa di Croazia: 1

Cibona Zagabria: 2022